# Habarovski okraj
Habarovski okraj (rusko Хабаровский край, latinizirano: Habarovskij kraj, IPA: [xɐˈbarəfskʲɪj kraj]) je federalni subjekt (okraj) Rusije. Leži na Ruskem daljnem vzhodu in je upravno del Daljnovzhodnega federalnega okrožja. Upravni center okraja je mesto Habarovsk, kjer živi okrog polovica prebivalstva okraja in je največje mesto na Ruskem Daljnem vzhodu (tik pred Vladivostokom). Habarovski okraj je četrti največji federalni subjekt po površini in je imel leta 2010 1.343.869 prebivalcev.
Na okraj vpliva sibirski anticiklon. V okraju je celinsko podnebje z ekstremno nizkimi temperaturami za območje blizu morja na srednjih zemljepisnih širinah, pa tudi topla poletja v notranjosti. Južni del okraja leži večinoma v porečju spodnjega toka Amura. Ustje reke je v Nikolajevsku na Amuru, kjer se reka izliva v Tatarski preliv, ki loči Habarovski okraj od otoka Sahalin. Na severu oblasti je obsežno gorato področje vzdolž Ohotskega morja, robnega morja Tihega oceana. Habarovski okraj meji na Magadansko oblast na severu, Amursko oblast, Judovsko avtonomno oblast in Jakutijo na zahodu, Primorski okraj na jugu in Sahalinsko oblast na vzhodu.
Prebivalstvo okraja so večinoma etnični Rusi, vendar so avtohtona ljudstva na tem območju številčna, npr. Tunguški ljudje (Evenki, Negidali, Ulči, Nanaji, Oroči, Udegi) in Amurski ljudje (Nivhu in Ainu).

## Geografija
Habarovski okraj meji na Magadansko oblast na severu, Amursko oblast, Judovsko avtonomno oblast in Jakutijo na zahodu, Primorski okraj in Kitajsko (Heilongdžiang) na jugu ter Ohotsko morje na vzhodu. Je četrti največji ruski federalni subjekt po površini. Med največjimi otoki so Šantarski otoki.
Na severu okraja sta tajga in tundra, na osrednji depresiji  je močvirnat gozd, na jugu pa listopadni gozd. Glavne reke so Amur, Amgun, Uda in Tugur. Glavna jezera so Bokon, Bolon, Čukčagir, Evoron, Kizi, Hummi, Orel in Udil.
Habarovski okraj ima ostro celinsko podnebje. Severni del ime subpolarno podnebje in močnejšo poletno omilitev. Na južnem delu, sploh v notranjosti, so letna nihanja ekstremna. Samo mesto Habarovsk ima vroča, vlažna in deževna poletja, ki se hitro spremenijo hude mrzle in dolge zime, v katerih se temperature redko dvignejo nad ledišče. Razlog za to je vpliv vzhodnoazijskega monsuna poleti in ledeno mrzlega sibirskega anticiklona pozimi. Drugo največje mesto v okraju, Komsomolsk na Amurju, ima še ostrejša temperaturna nihanja od Habarovska z zimskim povprečjem −30 °C, vendar nima subpolarnega podnebja zaradi velike vročine poleti.

## Zgodovina
Po različnih kitajskih in korejskih virih je na jugu Habarovskega okraja prvotno živelo eno od petih Šivej ljudstev, Bo Šivej. Črnovodno Mohe ljudstvo je živelo zahodno in vzhodno od gorovij Bureja in Manjši Hingan. Toda Kozaki so se zaradi upiranja Kitajcev morali umakniti iz svojih utrdb in z Nerčinsko pogodbo (1689) je Rusija opustila svoje napredovanje v porečju reke.